# Дебют (премія)
«Дебют» — літературна премія, якою нагороджуються молоді автори. Започаткував її Міжнародний фонд «Покоління». Премія присуджується авторам літературних творів, написаних російською мовою, незалежно від місця проживання. Граничний вік лауреатів спочатку становив 25 років; у 2011 році, однак, цей поріг був змінений, й претендентами премії можуть бути автори, які не досягли 35-річного віку на момент нагородження. Премія щорічно вручається за п'ятьма-сімома номінаціями, які відображають основні типи художньої літератури.
Оголошення переможців і вручення нагород відбувається на урочистому прийомі у грудні кожного року. Переможці за всіма номінаціями отримують почесний приз «Птах», а також право укласти з Міжнародним фондом «Покоління» видавничий договір із ексклюзивним гонораром, що становив на 2013 рік один мільйон рублів.
За вісім років існування премії «Дебют» на конкурс було надіслано в цілому більше 340 тисяч рукописів із усіх регіонів Росії, України, Білорусі, Молдови, Латвії, Естонії, Грузії, Вірменії, Казахстану, Киргизстану, Узбекистану; багатьох країн Європи; США, Ізраїлю, Австралії, ПАР, Китаю.

## Порядок присудження
На конкурс можуть бути висунуті твори, створені російською мовою письменниками у віці не старше 35 років й відповідати номінаціям премії, що вказуються у правилах кожного року. До розгляду приймаються тексти, опубліковані у книгах, паперових або електронних засобах масових комунікацій, а також рукописи. Правом висунення володіють видавництва, ЗМІ, громадські організації, учасники літературного процесу. На практиці, однак, більшість творів висувається самими авторами: така можливість теж передбачена правилами премії. Тому загальне число висунутих на здобуття премії «Дебют» творів щорічно вимірюється кількома десятками тисяч різних текстів.
Попередній відбір текстів на здобуття премії проводиться рідерами — запрошеними експертами по даному виду літератури. В їх число входять письменники, літературні критики, літературознавці та інші учасники літературного процесу. Свою точку зору рідер передає в адміністрацію премії у встановленій формі: з оцінкою тексту за десятибальною шкалою й короткою рецензією-анотацією. За рекомендаціями рідерів формується «довгий список» (лонг-лист), який надходить на розгляд журі. Склад рідерів щорічно оновлюється на 50 відсотків.

## Завдання проекту
Проект «Дебют» ставить своїм завданням моніторинг загального стану літературного процесу в Росії — й, у зв'язку з цим, в першу чергу відзначає і висуває тексти, які можна кваліфікувати як якийсь сучасний літературний стандарт.

## Журі
Журі премії «Дебют» складається із п'яти-семи осіб: голови і членів журі. До складу журі входять письменники, критики, видавці та інші учасники літературного та культурного процесу.
На підставі «довгого списку» (лонг-листа) журі формує «короткий список» (шорт-лист) творів, куди входять три-чотири роботи з кожної номінації. Голова та члени журі проводять з фіналістами премії тижневі творчі семінари. Ця робота проходить в одному з будинків творчості або пансіонатів безпосередньо перед церемонією нагородження переможців. Напередодні вручення премій журі проводить заключне засідання, де визначає переможців за всіма номінаціями. Склад журі щорічно оновлюється повністю.
Член журі премії «Дебют» може увійти до нового складу журі тільки як голова журі.
2000 рік
- голова журі: Дмитро Липскеров
- члени журі: Бахит Кенжеєв, В'ячеслав Куріцин, Ольга Славникова

2001 рік
- голова журі: Михайло Веллер
- члени журі: Дмитро Бавільскій, Ігор Іртєн'єв, Віра Павлова, Олексій Слаповський

2002 рік
- голова журі: Олександр Кабаков
- члени журі: Микола Кононов, Ілля Кукулін, Олександр Мішарін, Григорій Остер

2003 рік
- голова журі: Євген Рейн
- члени журі: Леонід Костюков, Ольга Кучкіна, Євген Попов, Михайло Успенський

2004 рік
- голова журі: Чингіз Айтматов
- члени журі: Олександр Галин, Сергій Гандлевський, Сергій Костирко, Асар Еппель

2005 рік
- голова журі: Євген Попов
- члени журі: Олександр Адабашьян, Андрій Геласимов, Юрій Кублановський, Валентин Непомнящий, Віктор Славкин

2006 рік
- голова журі;— Володимир Маканін
- члени журі;— Роман Сеф, Олег Чухонцев, Марина Вишневецька, Алла Латиніна, Олександр Мішарін.

2007 рік
- голова журі;— Анатолій Приставкін
- члени журі;— Максим Амелін, Андрій Волос, Марія Галіна, Ольга Кучкина.

2008 рік
- голова журі;— Тимур Кібіров
- члени журі;— Олена Грєміна, Павло Крусанов, Олександр Секацкий, Сергій Сибірцев.

2009 рік
- голова журі;— Дмитро Бак
- члени журі;— Ірина Єрмакова, Олександр Ілічевський, Захар Прилепин, Михайло Угаров.

2010 рік
- голова журі;— Марк Розовський
- члени журі;— Павло Басинський, Сергій Круглов, Майя Кучерская, Олександр Терехов.

2011 рік
- голова журі;— Микола Коляда
- члени журі;— Марія Арбатова, Андрій Аствацатуров, Олег Дивов, Вадим Місяць, Сергій Миколайович.

2012 рік
- голова журі;— Павло Басинський
- члени журі;— Марина Дяченко, Олег Зайончковський, Сергій Кузнецов, Олексій Слаповский, Валерій Шубинский.

2013 рік
- голова журі;— Павло Санаєв
- члени журі;— Олег Богаєв, Дмитро Веденяпин, Дмитро Глухівський, Павло Крючков, Роман Сенчин.

2014 рік
- голова журі;— Павло Басинський
- члени журі;— Юрій Буйда, Олександр Кабанов, Володимир Новіков, Ярослава Пуліновіч.

2015 рік
- голова журі;— Андрій Геласимов
- члени журі;— Аліса Ганієва, Євген Єрмолін, Володимир Губайловський.

## Історія премії
2000 рік
- «Велика проза». Сергій Сакін, Павло Тетерський за повість «Більше Бена (Російський сюрприз для Королеви-Матері)»
- «Мала проза». Данило Давидов[3] за книгу оповідань «Досліди безсердечності».
- «Велика поетична форма». Катерина Боярських за поему «Ехо жінок».
- «Мала поетична форма». Кирило Решетников за цикл віршів.
- «Драматургія». Василь Сигарев за п'єсу «Пластилін».

2001 рік
- «Велика проза». Сергій Шаргунов за повість «Малюк покараний».
- «Мала проза». Денис Осокін за цикл оповідань «Ангели і революція».
- «Поезія». Наталія Стародубцева за цикл віршів.
- «Драматургія». Світлана Савіна за п'єсу «Скрипка і трошки нервово».
- «Гумор в літературі». Анастасія Копман за цикл іронічних мініатюр.

2002 рік
- «Велика проза». Анатолій Рясов за роман «Три пекла».
- «Мала проза». Діна Гатіна за цикли мініатюр «Спекотні країни» і «Атракціони».
- «Поезія». Павло Колпаков за цикл віршів.
- «Драматургія». Сергій Калужанов за п'єсу «Рано чи пізно».
- «Література для дітей». Анна Русс за добірку віршів.

2003 рік
- «Велика проза». Володимир Лорченков за роман «Хора на вибування».
- «Мала проза». Микола Епіхін автор збірки оповідань.
- «Поезія». Маріанна Гейден за цикл віршів.
- «Драматургія». Ксенія Жукова за п'єсу «Випадковості».
- «Фантастика». Олександр Силаєв за повість «Армія Гутентака».

2004 рік
- «Велика проза». Олександр Грищенко за повість «Вспять».
- «Мала проза». Олег Зоберн автор збірки оповідань.
- «Поезія». Анна Логвинова за цикл віршів «За пазухою радянського пальто».
- «Драматургія». Злата Дьоміна за п'єсу «Бог любить».
- «Літературна критика та есеїстика». Юлія Ідліс за добірку рецензій та есе.

2005 рік
- «Велика проза». Дмитро Фалєєв за повість «Холодне пиво в сонячний полудень»
- «Мала проза». Олександр Снєгірьов, автор збірки оповідань
- «Поезія». Алла Горбунова за добірку віршів
- «Кіноповість». Анастасія Чеховська за сценарій «Відмінниця»
- «Публіцистика». Дмитро Бірюков за добірку статей
- «Література духовного пошуку». Андрій Нитченко за добірку віршів

2006 рік
- «Велика проза». Віктор Пучков за повість «Цукрова хвороба».
- «Мала проза». Дарина Тагіл, автор збірки оповідань.
- «Поезія». Марина Мурсалова за добірку віршів.
- «Драматургія». Микола Середин за п'єсу «Зірки на піску» .
- «Літературна критика та есеїстика». Валерія Пустова за добірку статей, рецензій, есе.
- «Література для дітей». Вадим Селін за повість «Свій в дошку! Як навчитися кататися на скейті».

2007 рік
- «Велика проза». Станіслав Буркін за роман «Фавн на березі Томі».
- «Мала проза». Ірина Глєбова, автор збірки оповідань.
- «Поезія». Володимир Кочнев за добірку віршів.
- «Драматургія». Валерій Печейкін за п'єсу «Соколи».
- «Фантастика». Ольга Онойко за роман «Хірургічне втручання».

У 2007 році в рамках премії «Дебют» почав роботу проект «Молодий російський світ». Головна складова проекту — премія «Молодий російський світ». Премія вручається щорічно молодим літераторам (не старше 25 років), які пишуть російською мовою і проживають за межами Російської Федерації (незалежно від громадянства). У конкурсі на здобуття премії «Молодий російський світ» беруть участь всі автори, що надіслали роботи на «Дебют» і відповідають умовам премії. Щорічно вручається перша, друга і третя премія.
У 2007 році премії «Молодий російський світ» удостоєні:
- Перша премія: Дмитро Вачедін (м. Майнц, Німеччина) за оповідання «Стрілець небесної блакиті».
- Друга премія: Валерій Печейкін (м. Ташкент, Узбекистан) за п'єсу «Соколи».
- Третя премія: Олександр Закладний (м. Одеса, Україна) за п'єсу «Подорожні».

2008 рік
- «Велика проза». Сергій Красильников за повість «Суча кров».
- «Мала проза». Михайло Єнотів автор збірки оповідань.
- «Поезія». Андрій Єгоров за добірку віршів.
- «Драматургія». Ярослава Пуліновіч за п'єсу «Наталчина мрія».
- «Літературна критика та есеїстика». Олександр Монтлевіч за есе «Кримінологія присутності».
- «Кіносценарій». Дарина Грацевіч за сценарій «Недоторкана».

«Молодий російський світ»:
- перша премія: Сергій Красильников (м. Даугавпілс, Латвія) за повість «Суча кров»;
- друга премія: Данило Бендіцкій (м. Берлін, Німеччина), автор збірки оповідань;
- третя премія: Оксана Баришева (м. Алмати, Казахстан) за документальну повість «За той і цей бік Риськулова».

2009 рік
- «Велика проза». Гулла Хірачев (Аліса Ганиева) за повість «Салам тобі, Далгат!».
- «Мала проза». Поліна Клюкіна автор збірки оповідань.
- «Поезія». Катерина Соколова за добірку віршів.
- «Драматургія». Анна Батурина за п'єсу «Фронтовичка».
- «Есеїстика». Євген Табачників за есе «Покоління» Я ""

2010 рік
- «Велика проза». Ольга Римша за повість «Тиха вода».
- «Мала проза». Анна Гераскина за оповідання «Я тебе не чую».
- «Поезія». Олексій Афонін за вірші зі збірки «Вода і час».
- «Драматургія». Марія Зелінська за п'єсу «Чуєш?»
- «Есеїстика». Тетяна Мазепина за есе «Подорож в бік раю. У Єгипет по землі».

2011 рік
- «Велика проза». Владислав Пасічник за повість «Моде».
- «Мала проза» Едуард Лукоянов автор збірки оповідань.
- «Поезія». Андрій Бауман за книгу «Тисячолітник».
- «Драматургія». Катерина Васильєва за п'єси «Ти була у мене», «Люби мене сильно», «Одного разу ми все будемо щасливі».
- «Есеїстика». Маріанна Іонова за твір «Жителі садів».
- «Фантастика». Анна Леонідова за роман «Перш ніж померти».

2012 рік
- «Велика проза». Ілля Панкратов за повість «Слонодьомія».
- «Мала проза». Євген Бабушкін за цикл оповідань «Зимова казка».
- «Поезія». Олексій Порвіна за добірку віршів.
- «Драматургія». Ксенія Степаничева за п'єсу «Викрадення».
- «Есеїстика». Олена Погоріла за добірку критичних статей.
- «Фантастика». Дмитро Колодан за повість і цикл оповідань «Час Бармаглота».

Спеціальний кіно-приз. Максим Матковський за цикл оповідань «Танці із свинями».
2013 рік
- «Велика проза». Олексій Леснянський за повість «Отара йде на вітер».
- «Мала проза». Олександр Решовская автор збірки оповідань.
- «Поезія». Літа Югай за цикл віршів «Записки мандрівного фольклориста».
- «Драматургія». Дмитро Богославський за п'єси «Зовнішні побічні» і «Дівки».
- «Есеїстика». Катерина Іванова (Федорчук) за добірку статей і есе.
- «Фантастика». Антон Ботев за повість «Кіт Шредінгера».

2014 рік
- «Велика проза». Максим Матковський за роман «Папуга в ведмежою барлозі» і Павло Токаренко за роман «Цвях».
- «Мала проза». Михайло Шанін, автор збірки оповідань.
- «Поезія». Анастасія Афанасьєва за книгу віршів «Відбитки».
- «Драматургія». Ірина Васьковская за п'єсу «Галатея Собакіна».
- «Есеїстика». Арслан Хасавов за збірку есе «Відвойовувати простір».
- «Фантастика». У 2014 р премія не вручалася.

2015 рік
- «Велика проза». Сергій Горшковозов (Самсонов) за роман «Соколиний кордон».
- «Мала проза». Гліб Діденко, автор збірки оповідань.
- «Поезія». Володимир Бєляєв за добірку віршів.
- «Есеїстика». Микола Подосокорскій за есе "" Чорна курка, або Підземні жителі «Антонія Погорєльського як повість про масонської ініціації».
- «Драматургія». У 2015 р премія не вручалася.
- «Фантастика». У 2015 р премія не вручалася.

В рамках «Дебюту» також встановлені спеціальні премії та призи.
У 2015 році число номінацій конкурсу скоротилося з шести до чотирьох у зв'язку із економічною ситуацією.
«Голос покоління»
Щорічний спеціальний приз заснований Міністерством культури Російської Федерації з ініціативи міністра культури Російської Федерації Михайла Швидкого в 2003 році. Приз заохочує тягу молодих письменників до соціальності і присуджується за талановите і правдиве відображення в літературі життя сучасної молоді.
У 2003 році спеціального призу «Голос покоління» удостоєний Андрій Іванов (Кемерово) за повість «Школа капітанів». У 2004 році приз «Голос покоління» був присуджений Євгену Альохіну (Кемерово), автор збірки оповідань. У 2005 році приз «Голос покоління» отримала Анна Ремез (Санкт-Петербург) за оповідання «П'ятнадцять»
Спеціальний приз в області літературної критики і літературної есеїстики
Засновано Попечительским радою Незалежної літературної премії «Дебют» з ініціативи Голови Опікунської ради Едварда Радзинського на 2003 рік з метою підвищити вплив молодих критиків в російському літературному процесі.
Спеціальним призом Опікунської ради був нагороджений Дмитро Тьоткін (Єкатеринбург) за есе «Любові до прози, повітрю, насінню, крапочок...»
Спеціальна премія «За мужність в літературі»
Спеціальна премія заснована Попечительською радою Незалежної літературної премії «Дебют» з ініціативи співголови Опікунської ради Дмитра Липскерова в 2001 році.
Заявляється, що при присудженні цієї премії визначальним є художній рівень твору, представленого на конкурс «Дебюту». Премія присуджується у тому випадку, якщо «автор твору проявив неабиякі особисті якості й став письменником всупереч суворим життєвим обставинам». Опікунська рада не визначає премію «За мужність в літературі» як щорічну. Вона присуджується тільки тоді, коли на неї є реальний претендент.
У 2001 році лауреатом премії «За мужність в літературі» став москвич Аркадій Бабченко. Молодий прозаїк воював в Чечні й написав про це цикл пронизливих оповідань «Десять серій про війну». Аркадія Бабченко сьогодні називають одним з основоположників сучасної військової прози.
У 2002 році лауреатом премії «За мужність в літературі» став єкатеринбурзький школяр Ілля Попенов, прикутий до інвалідного візка. Повість Іллі Попенова «Чудеса й таємниці» увійшла у «довгий список» 2002 року. У 2004 році за мотивами повісті Іллі Попенова знятий однойменний фільм. Режисер і продюсер фільму «Чудеса й таємниці» - лауреат російських і міжнародних кінофестивалів Олесь Фокін. Фільм знятий в рамках проекту Олесі Фокіної «Людина на всі часи». У 2005 році повість Іллі Попенова вийшла окремою книгою під назвою «День світла: чудеса і таємниці» (видавничий дім «Марія», Єкатеринбург).
У 2005 році призу був удостоєний молодий журналіст з Берліна Василь Гайст, який написав публіцистичну книгу «Переможці в країні переможених» про долі ветеранів Другої Світової війни, які виїхали на постійне проживання до Німеччини.
У 2007 році премію "Мужність в літературі" отримала московська школярка Мар'яна Терехова. Всупереч важкій хворобі, дівчинка пише веселі і добрі розповіді. Талант й захопленість літературою буквально повернули Мар'яну до життя. Мар'яна Терехова удостоєна премії "Мужність в літературі" за оповідання "Метелик".
У 2008 році приз отримав підставний молодий «автор» Єгор Молданов за повість, опубліковану раніше під ім'ям справжнього автора, сорокарічного директора школи Анатолія Костишина. Костишин був присутнім на врученні як прийомний батько Молданова й пізніше розіграв в Інтернеті його трагічну смерть.
Спеціальний приз «За найкращий літературний твір для дітей і підлітків»
У 2015 році приз отримав Дмитро Бучельніков (Кунгурцев) за повість «Маджара».